# خطابة

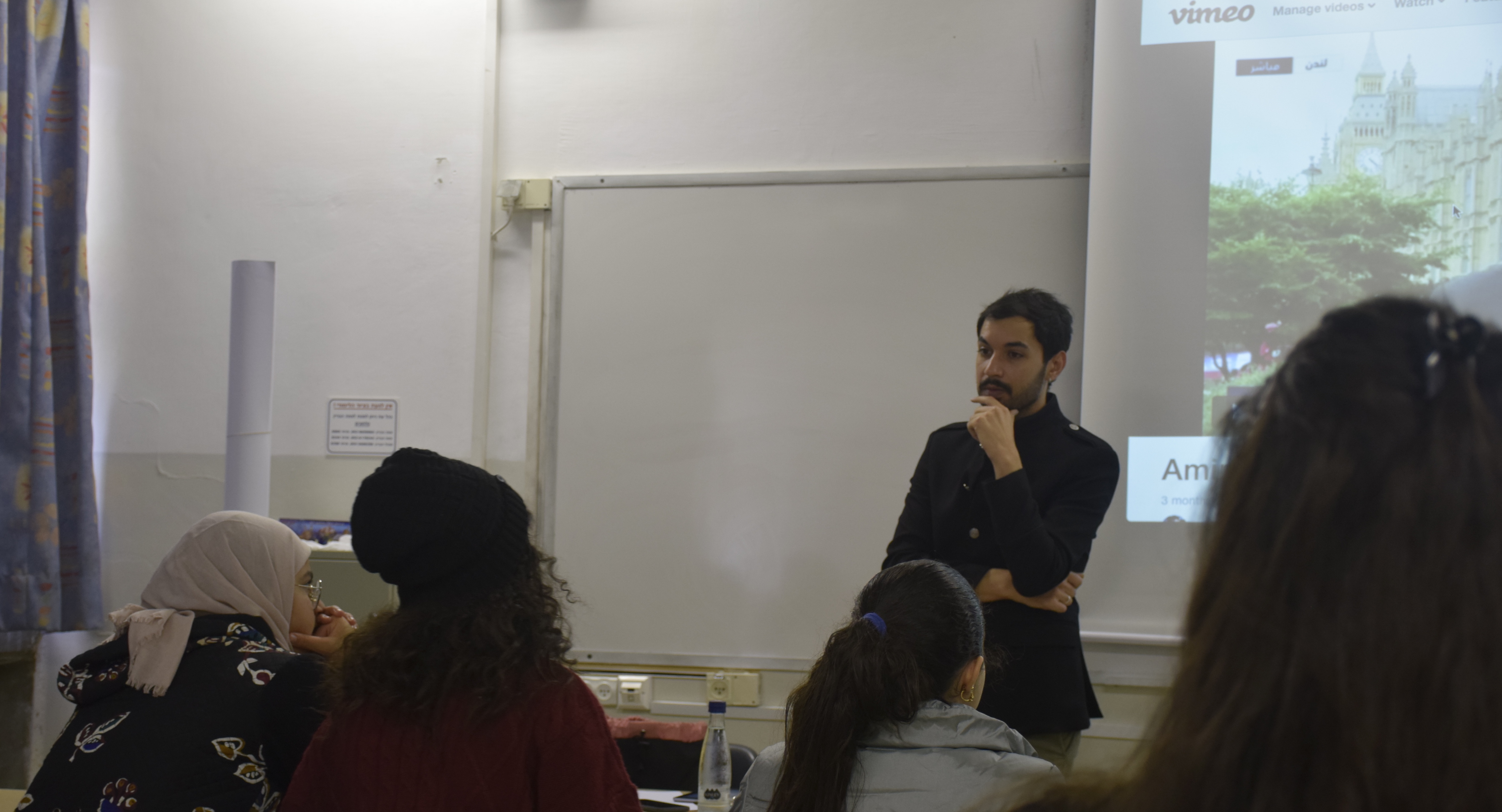
صورة توضيحية للخطابة

الخطبة  في اللغة هي رسالة مقروءة غايتها الإقناع، أما الخطيب فهو القائم بعملية الخطابة وإلقاء الخطبة"، فيكون الخطيب من يقوم بالخطابة لإقناع الناس بفكرة معينة أو رأي واستدراجهم والتأثير فيهم.
الخطابة فن مشافهة الجمهور للتأثير عليهم أو استمالتهم والخَطْب والمخاطبة والتخاطب جميعها تعني المراجعة في الكلام والخطب.
وقد يزيد بعض الناس كونها بكلام بليغ، إلاَّ أنَّ هذا القيد شرط كمال يكون حسَب حالة المخاطبين؛ لأن حقيقة البلاغة في الكلام إنَّما هي مطابقة الكلام لمقتضيات الأحوال، وقد يقتضي الحال أحيانًا أن يتخلَّى الخطيب عن الأساليب البلاغيَّة الصناعيَّة.

## أركان الخطبة
الخطيب: هو الشخص الذي يوجه الخطاب إلى الجمهور، أناس مستمعة أو خصم.
الخطاب: وهو مايلقيه الخطيب على الجمهور، وعادة مايكون اعده من قبل وجهزه.

تحضير لإلقاء الخاطب

## فوائد الخطابة
- فوائد اجتماعية:
  - الحث على الأعمال التي تعود بالنفع على المستمعين
  - التنفير من الأعمال السيئة على الفرد أو المجتمع
  - إثارة حماس الناس تجاه إقناع المستمعين
  - إقناع المستمعين بمسألة مهمة
  - التعليم والتثقيف
- فوائد شخصية:
  - فرصة للاتصال المباشر مع الناس
  - مجال لبناء العلاقات
  - إتقان مهارة جديدة تحتاج إليها معظم المهن
  - زيادة فرص النجاح في الحياة

## الخطابة في القرآن والسنة
ومن الآيات القرآن الكريم التي تدعو للخطابة وإتقانها وتصف حال الرسل وبلاغتهم قوله تعالى عن داؤود: «وآتيناه الحكمة وفصل الخطاب» (سورة ص، آيه 20).
ومن سنة رسول الإسلام محمد بن عبد الله قوله: «نضر الله امرأ سمع منا شيئاً فبلغه كما سمعه فرب مبلّغ أوعى من سامع» (رواه الترمذي وقال: حديث حسن صحيح)، وقول عائشة: «كان كلام رسول الله صلى الله عليه وسلم كلاماً فصلاً يفهمه كل من سمعه».قال الله سبحانه وتعالى: (ادْعُ إِلِى سَبِيلِ رَبِّکَ بِالْحِكْمَةِ وَالْمَوْعِظَةِ الْحَسَنَةِ وَجَادِلْهُم بِالَّتِي هِيَ أَحْسَنُ)  انّ الحديث مع الناس يختلف
باختلاف أصنافهم وطبقاتهم، فليس الجميع بمستوى واحد بل خلقهم الله أطواراً فمنهم من كان من أهل المنطق وعنده خلفيّة من العلم والثقافة والمعرفة.

## مواصفات الخطيب المتميز
1. العلم
2. القدرة على التودد للناس لاستمالتهم واقناعهم.
3. طلاقة اللسان.
4. الرأي السليم.
5. السيرة الحسنة.
6. الاتطلع على جميع الامور المرتبطة بالدين والدنيا.
7. سرعة البديهة والقدرة على المجاراة في الحديث واستدراك الامور.
8. الصوت الحسن والمريح والمقبول بالنسبة للسامعين.
9. الذكاء والفطنة والعقل السليم.
10. المعرفة بالقران الكريم واحكامه وبالحديث النبوي الشريف والسنة.[4]

## هل تعلم؟
- إن أول كتاب في فن الإلقاء هو لأرسطو صاحب كتاب الخطابة.
- أن أول من دون علم الخطابة هم اليونانيون.
- أن أول خطيب مشهور هو فرعون، قال تعالى: ” ونادى فرعون في قومه قال يا قوم أليس لي ملك مصر وهذه الأنهار تجري من تحتي أفلا تبصرون ” (سورة الزخرف، آيه 51).